# آدان پانیاگوا
آدان پانیاگوا (اسپانیایی: Adán Paniagua‎؛ زادهٔ ۳۰ نوامبر ۱۹۵۵) بازیکن فوتبال اهل گواتمالا اهل گواتمالا بود.
از باشگاه‌هایی که در آن بازی کرده است می‌توان به اشاره کرد.